# Rentiér
Rentiér (z francouzského rentier) je osoba, která žije z renty, tedy z výnosů svého kapitálu. Ten bývá investovaný buď do akcií nebo dluhopisů, kdy se výnos realizuje jejich prodejem nebo příjmem z dividend, anebo do nemovitostí, ať už pozemků, staveb či bytů, a pak rentiér má pravidelný příjem z nájemného či pachtu.
Ve středověké Francii až do revoluce (ancien régime) patřili rentiéři k málo početné vyšší třídě, která žila hlavně z práce rolnického obyvatelstva. Rentiéři patřili k bohaté a spíše konzervativní části velmi heterogenního třetího stavu a bývali to například bankéři, statkáři a majitelé nájemních domů.
Do vědy termín uvedl Vilfredo Pareto ve své sociologii (v teorii reziduí) a kriticky ho použil v kontextu tzv. rentiérských států.